# William Larsson
William Larsson (5 de julio de 1873 – 7 de marzo de 1926) fue un actor y director cinematográfico y teatral de nacionalidad sueca, activo en la época del cine mudo.

## Biografía
Su verdadero nombre era Carl Wilhelm Larsson, y nació en Estocolmo, Suecia. Debutó como actor cinematográfico en 1912 con la película de John Ekman Säterjäntan, actuando en una cincuentena de producciones. Dirigió tres películas: Hälsingar (1923), För hemmet och flickan (1925) y Bröderna Östermans huskors (1925). Hälsingar no fue del agrado de la crítica, que la consideraron obra de un aficionado, pero fue un éxito de público. En cambio, recibió críticas positivas por Bröderna Östermans huskors.
Fue la última película dirigida por Larsson, pues el cineasta falleció en 1926 en Estocolmo.

## Filmografía

### Actor
- 1912 : Säterjäntan
- 1912 : I lifvets vår
- 1913 : De lefvande dödas klubb
- 1913 : På livets ödesvägar
- 1913 : När kärleken dödar
- 1913 : En pojke i livets strid
- 1913 : Den okända
- 1913 : Ingeborg Holm
- 1913 : Livets konflikter
- 1913 : Den moderna suffragetten
- 1914 : Halvblod
- 1914 : Skottet
- 1914 : Kammarjunkaren
- 1914 : Bra flicka reder sig själv
- 1914 : Prästen
- 1914 : För sin kärleks skull
- 1914 : Dömen icke
- 1914 : Vägen till mannens hjärta
- 1914 : Högfjällets dotter
- 1915 : Madame de Thèbes
- 1915 : Hämnaren
- 1915 : En förvillelse
- 1915 : Strejken
- 1915 : Hans hustrus förflutna
- 1915 : Dolken
- 1916 : Kärlekens irrfärder
- 1916 : I elfte timmen
- 1916 : Millers dokument
- 1916 : Guldspindeln
- 1917 : Chanson triste
- 1917 : Sin egen slav
- 1917 : Värdshusets hemlighet
- 1917 : Fru Bonnets felsteg
- 1917 : Jungeldrottningens smycke
- 1917 : Thomas Graals bästa film
- 1917 : Skuggan av ett brott
- 1917 : Terje Vigen
- 1917 : Den levande mumien
- 1917 : Miljonarvet
- 1917 : Tösen från Stormyrtorpet
- 1918 : Berg-Ejvind och hans hustru
- 1919 : Dunungen
- 1920 : Karin Ingmarsdotter
- 1920 : Mästerman
- 1920 : Bodakungen
- 1922 : Vem dömer
- 1922 : Kärlekens ögon
- 1923 : Friaren från landsvägen
- 1923 : Hårda viljor
- 1923 : Hälsingar
- 1925 : Styrman Karlssons flammor
- 1925 : För hemmet och flickan

### Director
- 1923 : Hälsingar
- 1925 : För hemmet och flickan
- 1925 : Bröderna Östermans huskors

## Teatro (selección
- 1913 : Sherlock Holmes, de Oscar Wennersten, dirección de Jean Claesson, Folkets hus teater[4]